# Bernard Cribbins
Bernard Joseph Cribbins (Oldham, 29 dicembre 1928 – 28 luglio 2022) è stato un attore britannico.

## Biografia
Iniziò come apprendista nell'Oldham Repertory Theatre. Nel 1947 entrò nel corpo dei paracadutisti e fu inviato nella Palestina britannica. Nel 1956 ottenne i suoi primi ruoli nel teatro del West End. In seguito apparve in numerose serie televisive come guest.
Tra il 2007 e il 2010 interpretò il ruolo di Wilfred Mott nella serie moderna del Doctor Who, ruolo brevemente ripreso nel 2022 poco prima della morte: il suo ultimo episodio è stato trasmesso un anno dopo la sua scomparsa.
Nel 2013 ricevette l'Ordine dell'Impero Britannico per i suoi contributi e un J.M. Barrie Awards per il teatro e la recitazione.

## Filmografia parziale

### Cinema
- Fuoco sullo Yangtse (Yangtse Incident: The Story of H.M.S. Amethyst), regia di Michael Anderson (1957)
- Dunkerque (Dunkirk), regia di Leslie Norman (1958)
- Make Mine a Million, regia di Lance Comfort (1959)
- Un alibi (troppo) perfetto (Two Way Stretch), regia di Robert Day (1960)
- Il mondo di Suzie Wong (The World of Suzie Wong), regia di Richard Quine (1960)
- Passaporto per Canton (Visa to Canton), regia di Michael Carreras (1961)
- I due nemici (The Best of Enemies), regia di Guy Hamilton (1961)
- Il braccio sbagliato della legge (The Wrong Arm of the Law), regia di Cliff Owen (1963)
- Mani sulla luna (The Mouse on the Moon), regia di Richard Lester (1963)
- Gli allegri ammutinati del Bounty (Carry On Jack), regia di Gerald Thomas (1963)
- Un priore per Scotland Yard (Crooks in Cloisters), regia di Jeremy Summers (1963)
- La dea della città perduta (She), regia di Robert Day (1965)
- Daleks - Il futuro fra un milione di anni (Daleks' Invasion Earth 2150 A.D.), regia di Gordon Flemyng (1966)
- Questa pazza, pazza, pazza Londra (The Sandwich Man), regia di Robert Hartford-Davis (1966)
- James Bond 007 - Casino Royale (Casino Royale), regia di Ken Hughes, John Huston (1967)
- Non alzare il ponte, abbassa il fiume (Don't Raise the Bridge, Lower the River), regia di Jerry Paris (1968)
- Quella fantastica pazza ferrovia (The Railway Children), regia di Lionel Jeffries (1970)
- Frenzy, regia di Alfred Hitchcock (1972)
- Ti presento Patrick (Patrick), regia di Mandie Fletcher (2018)

### Televisione
- The Wombles – serie TV, 60 episodi, voce narrante (1973-1975)
- Spazio 1999 (Space: 1999) – serie TV, episodio 2x09 (1976)
- The Further Adventures of Noddy – episodio pilota The Great Car Race, voce narrante (1983)
- Bertie the Bat – serie TV, 10 episodi, voce narrante (1990)
- Coronation Street – soap opera, 11 puntate (2003)
- Doctor Who – serie TV, 10 episodi (2007-2010, 2023)
- L'ispettore Barnaby (Midsomer Murders) – serie TV, episodio 16x04 (2014)

## Doppiatori italiani
Nelle versioni in italiano delle opere in cui ha recitato, Bernard Cribbins è stato doppiato da:
- Oreste Lionello in Il mondo di Suzie Wong
- Massimo Turci in Mani sulla luna
- Sergio Tedesco in Frenzy
- Dante Biagioni in Doctor Who (stagione 4)
- Gianni Giuliano in Doctor Who (speciali 2023)
- Bruno Alessandro in Ti presento Patrick